# Darling Pretty
Darling Pretty is een nummer van de Schotse muzikant Mark Knopfler uit 1996. Het is de eerste single van zijn eerste soloalbum Golden Heart.
"Darling Pretty" was de eerste single van Knopfler sinds het uiteenvallen van Dire Straits. Het nummer werd Knopflers grootste hit in het Verenigd Koninkrijk, waar het een bescheiden 33e positie bereikte. In het Nederlandse taalgebied deed de plaat niets in de hitlijsten.